# 傷寒學派
傷寒學派，是以研究或闡發張仲景《傷寒論》的醫學流派。自清代起，此派自稱為經方派，主要以《傷寒論》的辨證論治、理法方藥思想為主，稱其他學派為時方。迄今有七百餘家，相關傷寒著作千餘種。

## 歷史
傷寒學派，發端於晉、唐，形成於宋、金，興盛於明、清。其形成與發展，主要是《傷寒論》有很高的理論意義與臨床價值，和歷代注家不斷地充實與發揮。《傷寒論》其學術理論源於古醫經家，其治法方藥源於古經方家，經作者總結自身臨床經驗而得。雖談論外感熱病，但其治法治則有普遍意義，總結漢代以前的醫學成就，被尊為「方書之祖」，書中所載之方稱為「祖劑」。此書經歷代注家整理、編次、校刊，融入臨症經驗，使傷寒學說內容不斷地充實，傷寒學派也因此歷久不衰。
在清朝中期，出現溫病學派。溫病學派認為，並不是每種疾病都是因為傷寒而引起，例如溫病，因此，溫病類型的疾病，不適合用《傷寒論》的治法，提出三焦辨證來加以取代。此派在中國南方得到不少支持者。
傷寒學派醫家則認為，溫病也被統攝在《傷寒論》中，認為溫病學派違反傳統，反對溫病學派，自認為經方派。形成了傷寒學派。

## 代表醫家
- 龐安時
- 朱肱
- 成無己
- 許叔微
- 郭雍
- 方有執
- 柯琴
- 尤在涇

## 外部連結
- 傷寒 （页面存档备份，存于） 中藥方劑圖像數據庫 (香港浸會大學中醫藥學院) （中文）（英文）